# Saint-Jacques-sur-Darnétal
 Saint-Jacques-sur-Darnétal  es una población y comuna francesa, en la región de Alta Normandía, departamento de Sena Marítimo, en el distrito de Rouen y cantón de Darnétal.

## Demografía
| 1110 | 1175 | 1561 | 2040 | 2407 | 2492 |
| Para los censos de 1962 a 1999 la población legal corresponde a la población sin duplicidades (Fuente: INSEE [Consultar]) |      |      |      |      |      |